# Morais
Morais este o arie protejată (sit de importanță comunitară — SCI) din Portugalia întinsă pe o suprafață de 12.973,17 ha, integral pe uscat.

## Localizare
Centrul sitului Morais este situat la coordonatele 41°31′25″N 6°50′14″W / 41.5237°N 6.8371°V.

## Înființare
Situl Morais a fost declarat sit de importanță comunitară în iunie 1997 pentru a proteja 4 specii de plante și 32 de specii de animale.

## Biodiversitate
Situată în ecoregiunea mediteraneană, aria protejată conține 15 habitate naturale: Lacuri eutrofice naturale cu vegetație de tip Magnopotamion sau Hydrocharition, Iazuri temporare mediteraneene, Cursuri de apă de la nivel de câmpie la nivel montan, cu vegetație Ranunculion fluitantis și Callitricho-Batrachion, Râuri mediteraneene cu debit permanent cu specii de Paspalo-Agrostidion și galerii riverane de Salix și de Populus alba, Râuri mediteraneene cu debit intermitent, cu specii de Paspalo-Agrostidion, Tufărișuri termo-mediteraneene și de pre-deșert, Pajiști oro-iberice cu Festuca indigesta, Pseudostepă cu ierburi și specii anuale de Thero-Brachypodietea, Dehesas cu Quercus spp. perene, Pante stâncoase silicioase cu vegetație casmofită, Păduri termofile cu Fraxinus angustifolia, Galerii de Salix alba și de Populus alba, Păduri de Quercus suber, Păduri de Quercus ilex și Quercus rotundifolia, Păduri endemice cu Juniperus spp..
La baza desemnării sitului se află mai multe specii protejate:
- plante (4): Dianthus marizii, Festuca elegans, Santolina semidentata, Veronica micrantha
- păsări (21): ciocârlie-cu-degete-scurte (Calandrella brachydactyla), barză albă (Ciconia ciconia), cuc (Cuculus canorus), muscar negru (Ficedula hypoleuca), Galerida theklae, Hieraaetus fasciatus, Hippolais polyglotta, rândunică roșcată (Hirundo daurica), capîntortură (Jynx torquilla), sfrâncioc cu cap roșu (Lanius senator), ciocârlie de pădure (Lullula arborea), prigoare (Merops apiaster), pietrar mediteranean (Oenanthe hispanica), ciuf-pitic (Otus scops), pitulice de munte (Phylloscopus bonelli), turturică (Streptopelia turtur), silvie de zăvoi (Sylvia borin), silvie roșcată (Sylvia cantillans), silvie de câmp (Sylvia communis), Sylvia hortensis, silvie de tufiș (Sylvia undata)
- mamifere (3): lupul (Canis lupus), Galemys pyrenaicus, vidră de râu (Lutra lutra)
- nevertebrate (4): fluturele auriu (Euphydryas aurinia), Gomphus graslinii, Macromia splendens, Oxygastra curtisii
- pești (3): Pseudochondrostoma duriense, Rutilus alburnoides, Rutilus arcasii
- reptile (1): Mauremys leprosa

Pe lângă speciile protejate, pe teritoriul sitului au mai fost identificate 11 specii de plante, 7 specii de amfibieni, 2 specii de mamifere, 1 specie de pești, 3 specii de reptile.